# Francesco Maria Raineri
Pour les articles homonymes, voir Raineri.
Francesco Maria Raineri (1676-1758) est un peintre italien baroque du XVIIIe siècle, qui a été actif à Mantoue.

## Biographie
Élève de Giuseppe Bazzani, Francesco Maria Raineri est connu pour ses peintures de scènes de bataille, de paysages et de capricci (vue de scènes imaginaires) avec des figures historiques ou mythologiques.
Il a été nommé directeur de l'Accademia di Belle Arti de Mantoue en 1752.

## Œuvres
- San Sebastian, chapelle Santa Anna
- San Francesco da Paola, Oratorio della Beata Vergine della Misericordia à Bozzolo.

## Sources
- (en) Cet article est partiellement ou en totalité issu de l’article de Wikipédia en anglais intitulé « Francesco Maria Raineri » (voir la liste des auteurs).